# Thomas Lerooy
Thomas Lerooy (Roeselare, 1981) is een Belgische beeldenkunstenaar en schilder. Hij is bekend met een mengeling van realisme, surrealistische thema's en bronzen beelden met engelen met doodshoofden.

## Biografie
Lerooy studeerde Multimedia aan het KASK te Gent. Nadat hij enige tijd in Gent bleef wonen verhuisde hij naar Berlijn.
Hij stelde reeds tentoon in Shanghai, Oslo, Berlijn, Parijs (2015), Museum Dhondt-Dhaenens (2017), Kasteel van Gaasbeek (2018), KMSK (Behind the curtain, 2019).

## Erkentelijkheden
- 2015 - De eerste nog levende kunstenaar die tentoonstelde in het Petit Palais in Parijs.[5]

## Werken
Selectie van enkele bekende werken
- Manneke Pis met doodshoofd - Le Petit Palais (Parijs)
- Tower - op dijk (Duinbergen)[6]